# Rhodocactus higueranus
Rhodocactus higueranus là một loài thực vật có hoa trong họ Cactaceae. Loài này được (Cárdenas) Backeb. miêu tả khoa học đầu tiên.